# Dick, Kerr's Ladies
Dick, Kerr's Ladies fue uno de los primeros equipos de la asociación de fútbol femenino en Inglaterra. El equipo existió por más de 48 años, de 1917 a 1965, jugando 828 partidos, ganando 758, empatando 46 y perdiendo 24. Durante sus primeros años, los partidos atraían entre 4 000 a 50 000 espectadores por partido. 
En 1920, Dick, Kerr’s Ladies derrotó a las Saint Helens Ladies, un equipo francés por 2–0 frente a 53,000 espectadores, convirtiéndose en el primer partido de fútbol femenino internacional de la historia.
El equipo afrontó una fuerte oposición por parte de la Asociación de Fútbol (FA), quién prohibió a las mujeres utilizar los campos y los estadios controlados por los clubes afiliados a la FA por 50 años (la regla fue finalmente derogada en 1971).

## Orígenes
Dick, Kerr's Ladies fue fundado en Preston, Lancashire, Inglaterra como un equipo de fútbol de la compañía Dick, Kerr & Co, durante la Primera Guerra Mundial. Las mujeres del equipo se habían unido a la compañía en 1914, para trabajar en la producción de municones de guerra. A pesar de que las mujeres inicialmente habían sido desalentadas de jugar fútbol, se creía que la actividad deportiva sería buena para subir la moral de la fábrica en los tiempos de la guerra y ayudar a la producción, por lo que se animó la comptenecia deportiva. 
Durante un periodo de producción baja en la fábrica en octubre de 1917, las trabajadoras se unieron a los aprendices en el patio de la fábrica para jugar partidos de fútbol informales, durante la hora del té y los recreos de almuerzo. Después de batir a los hombres de la fábrica en un juego informal, las mujeres de Dick, Kerr formaron un equipo, bajo la administración de un trabajador de oficina, Alfred Frankland. El equipo atrajo grandes multitudes desde el principio. Dick, Kerr venció al equipo de la Fábrica Arundel Coulthard por 4–0 delante de una multitud de más de 10,000 personas en la Navidad de 1917 en el estadio Deepdale.
Dick, Kerr jugó en torneos de caridad contra equipos similares alrededor del país y el dinero recaudado fue utilizado para los combatientes heridos durante y después de la guerra. Las jugadoras recibían 10 chelines  un juego por parte de la Compañía Dick, Kerr para cubrir sus gastos.

## El juego internacional empieza (1920)
El equipo jugó el primer partido internacional de fútbol femenino en 1920 en Francia. El equipo francés era de París y estuvo dirigido por una mujer referente del deporte de las mujeres en Francia, Alice Milliat.
Dick, Kerr jugó un total de cuatro partidos en el Reino Unido el mismo año. El primer partido se jugó en el estadio Deepdale, donde el equipo ganó por 2–0. El segundo partido en Stockport estuvo ganado por el Dick, Kerr por 5–2, seguido por el tercer juego en Mánchester que fue empatado 1–1. La final fue ganada por el equipo francés en Stamford Puente en Londres con una puntuación de 2–1.
El equipo de Fútbol Femenino Dick, Kerr realizó una gira a Francia donde  jugaron en París, Roubaix, El Havre y finalmente en Rouen, empatando tres partidos y ganando el partido final.
La gira francesa generó enorme publicidad para el equipo y durante el Boxing Day de 1920 lograron convocar a una multitud de 53,000 espectadores para mirar un partido en Goodison Park, Liverpool en un juego contra el equipo femenino St. Helen. El equipo estuvo presente en el noticiero  Pathe durante todo ese día y las jugadoras como Lily Parr y Alice Woods se convirtieron en grandes artacciones del fútbol británico.

## Prohibición de la FA (1921)
La popularidad del equipo llevó a la Asociación de Fútbol (FA) a prohibir el fútbol femenino en Inglaterra el 5 de diciembre de 1921. Aparentemente, estaba vinculado a la preocupación de que las mujeres no fueran físicamente capaces de jugar fútbol. Menos de un año después de un partido jugado ante 53,000 seguidores en Goodison Park, el Dick, Kerr's Ladies, así como todo las otras selecciones femeninas que había sido establecido en Inglaterra, perdieron su reconocimiento oficial por el FA.
La resolución dictaminada por el comité Consultivo de la FA establecía:

5. Partidos de Fútbol Femenino. Se adopta la siguiente resolución: Producto de las quejas que fueron realizadas sobre las mujeres jugando fútbol, el comité consultivo expresa su opinión sobre que este deporte es inadecuado para mujeres, por lo que no debería ser promovido. También se recibieron quejas sobre las condiciones en las que los partidos fueron coordinados y jugados, además de si es apropiado que los mismos sean pensados por fuera de la caridad. El Consejo opina además que una proporción excesiva de los ingresos se absorbe en gastos y un porcentaje inadecuado dedicado a objetos caritativos. Por estas razones, el comité consultivo solicita a los clubes que pertenecen a la Asociación que rechacen esos partidos en sus canchas. 
FA Consultative Committee

La prohibición de la FA se extendería por cincuenta años, siendo finalmente eliminada en 1971, lo que se convertiría en contratiempo importante para el fútbol femenino en Inglaterra. Las canchas que gestionaba la FA eran las únicas que contaban con la capacidad suficiente para albergar la demanda de los partidos femeninos en la década de 1920. Debido a la prohibición, los partidos femeninos fueron relegados a campos con capacidad más pequeña, menos recursos y exposición.  El fútbol femenino en Inglaterra  quedó librado a su propia suerte hasta 1993, cuándo la FA comenzó a ocuparse de su administración y financiación.

## Gira Americana (1922)

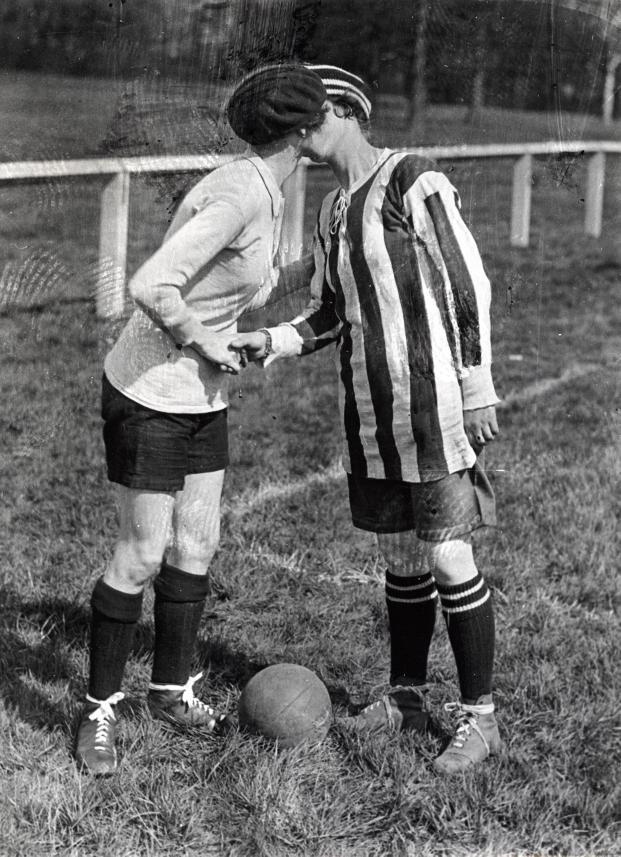
El beso de las capitanas del equipo

A pesar de la prohibición, el equipo continuó jugando fuera de los campos de la FA. A finales de 1922, el equipo viajó al extranjero para una gira por Canadá y los Estados Unidos. A su llegada, la Asociación Canadiense de Fútbol impidió al equipo jugar en el país. El equipo jugó contra nueve equipos masculinos en Estados Unidos ante multitudes que varían de cuatro a diez mil espectadores. Algunos de los equipos oponentes incluyeron inmigrantes que anteriormente jugaban en la liga de fútbol británica, y al menos un estadounidense que había ido en representación de su país al mundial de 1930. 

## Colores
La camiseta del equipo era un suéter con rayas negras y blancas, con una pequeña bandera del Reino Unido en el pecho izquierdo y unos pantalones cortos azules.  Sus colores de Inglaterra eran suéteres blancos  y pantalones azules. Las mujeres también llevaron sombreros rayados para cubrir su cabello.[cita requerida]

## Preston Club de Fútbol Femenino (1926–1965)
En 1926,el nombre del equipo cambió a Preston Club de Fútbol femenino y continuó jugando hasta 1965. A pesar de tener que jugar en peores ubicaciones debido a la prohibición, el equipo tuvo una media de 5,000 espectadores en sus partidos durante la década de 1930. En 1937, el equipo jugó contra las campeonas escocesas, Las chicas de Edimburgo y ganó 5–1, ganando el "título" oficioso de campeones mundiales por primera vez.
La FA finalmente reconoció el fútbol femenino en julio de 1971, 50 años después de haber prohibido el juego y seis años después de que el equipo dejara de jugar. 